# Густав Венцель
 Густав Венцель(англ. Gustav Wentzel; 7 жовтня, 1859 — 10 лютого, 1927) — художник з Норвегії. Розробляв здебільшого побутовий жанр і пейзаж.

## Життєпис
Батько Густава Венцеля, Йорген Антон Венцель, був ремісник і виготовляв сідла вершникам для коней. Відносно стабільний фінансовий стан був підірваний банкрутством батька. Мати пішла працювати у м'ясну крамницю. В родині було семеро дітей. Густав Венцель був найстаршим серед дітей.

## Освіта
У віці 15 років Густав зажадав навчатися на архітектора. З цією метою він і почав навчатися малюванню. Два роки (1878—1880) він навчався під керівництвом художника Кнуда Берслена (1827—1908). Бергслен працював у школі, де створили декілька місць для учнів з бідних родин. Густав запам'ятався як енергійний учень, що наполегливо опановував малювання і техніку живопису.

## Початок творчості
Назва першої самостійної картини митця «На комоді». Вона була виставлена у книжковому магазині Альбера Камермейєра 1879 рок. Тим же роком були датовані чотири картини з зображенням інтер'єрів ферми його матері. Композиції молодого художника були ще досить простими, і стіна на картині була паралельною площині полотна.
Парубок з незаможної родини певний час не мав власної студії і не міг чим сплачувати послуг живих моделей.
Молодий Густав Венцель спілквався із мистецтвознавцем Андреасом Обером. Той вивчав стан справ у сучасному їм норвезькому живопису і порадив Венцелю працювати з темами норвезького вуличного життя.

## Відвідини Парижа
Грошей на відвідини Парижа у молодого жудожника не було. Вперше він відвідав Парих за сприяння художника Фрітца Таулова. Другий раз фінанси надало товариство Шаффер. Венцель використав перебування в Парижі на навчання в академії Жульєна (керівник Вільям Бугро).
1887 року Венцель отримав стипендію від норвезького уряду і знову відбув до Парижа. Тепер він навчався в академії Колароссі (керівник Леон Бонна). Художник створив декілька картин з інтер'єрами і пейзажами, котрі були схвально зустрінуті Андреасом Обером. Густав Венцель став частиною мистецького гуртка Норвегії.

## Власна родина
Академію Колароссі відвідувала молода Кристина Марі Бецман (Кітті), молодша за художника на дев'ять років. Молоді покохали один одного і їх весілля відбулося 17 травня 1889 року. Кітті була донькою Фредеріка Бецмана, кореспондента у Парижі, що став пізніше редактором газети. Кітті виховували на французький манер (монастирська школа, моди, танці, відвідання академії Коласоссі від нудьги, бо її здібності були доволі скромні). Вона спеціалізувалась на скульптурі і декілька її скульптур навіть потрапили на виставки у Салоні. Венцель створив портрет Кітті під час створення нею погруддя їх сина. Стосунки з дружиною увірвались 1908 року.
Восени 1890 року художник влаштував свою першу персональну виставку в Норвезькому студентському магазині. На виставку було подано п'ятдесят шість (56) картин, що охопили период 1879—1890 років. На виставці працював аукціон і тридцять (30) картин митця були продані під час аукціонних продаж.

## Смерть
Художник помер від запалення легень 1927 року у Ліллехаммері.

## Неповний перелік картин
- «Осінній пейзаж»
- «Фортечний мур»
- «Пейзаж з двома подорожніми»
- «Майстерня тесляра», 1881 р.
- «Комора рибалок», 1881 р.

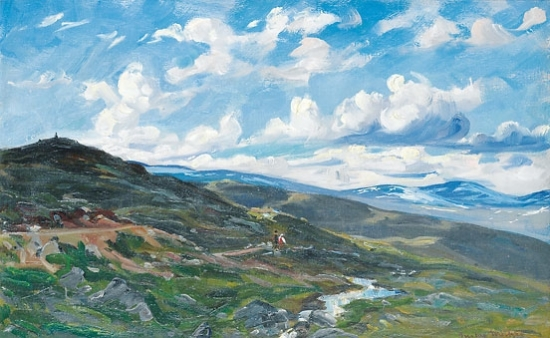
«Пейзаж з двома подорожніми»

- «Музикування» («Урок музики»), 1881 р.
- «Інтер'єр дерев'яної церкви», 1882 р.
- «Майстерня скульптора», 1883 р.
- «Гра в шахи», 1886 р.
- «Галявина з зеленою травою», 1890 р.
- «Кітті під час створення нею погруддя їх сина», 1893 р.
- «Зимовий пейзаж з нічним потягом», 1899 р.
- «Сніданок І»
- «Сніданок ІІ»
- «Емігранти з Норвегії», 1903 р.
- «Поселення Вага взимку, Норвегія», 1914 р.
- «Інтер'єр церкви в поселенні Лом», 1925 р.

## Галерея обраних творів

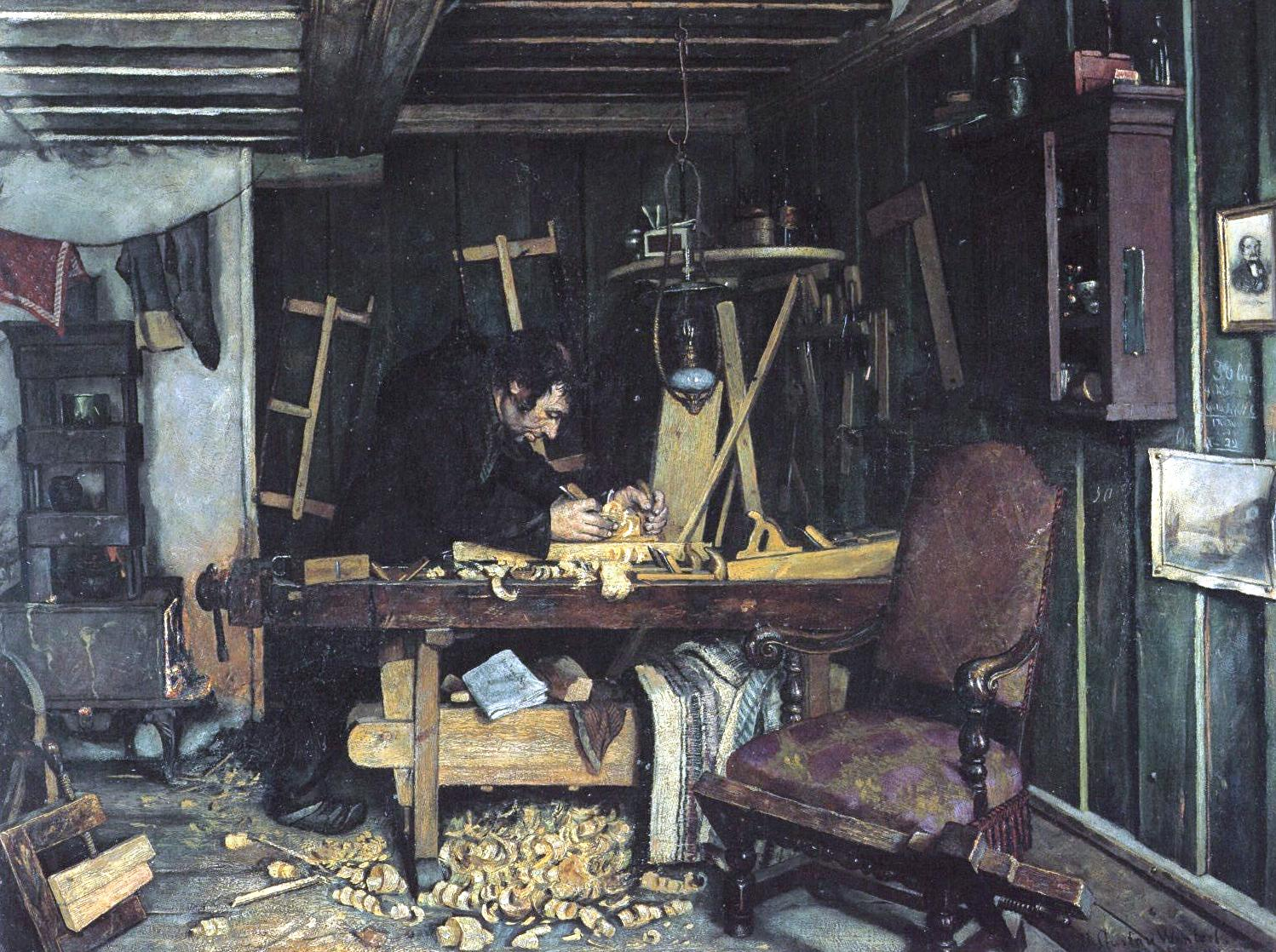
«Тесляр», 1881 р.

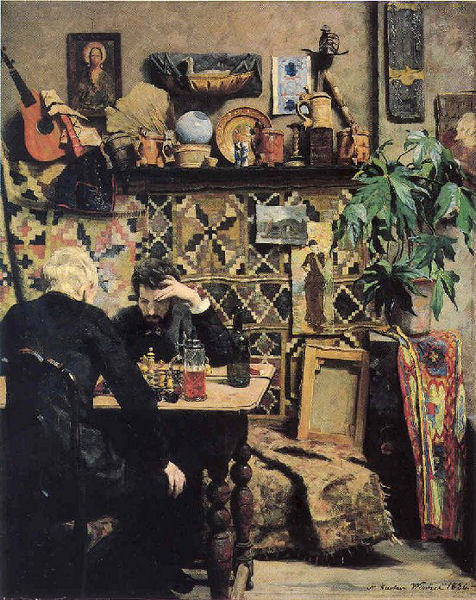
«Гра в шахи», 1886 р.

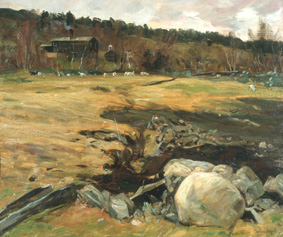
«Осінній пейзаж»
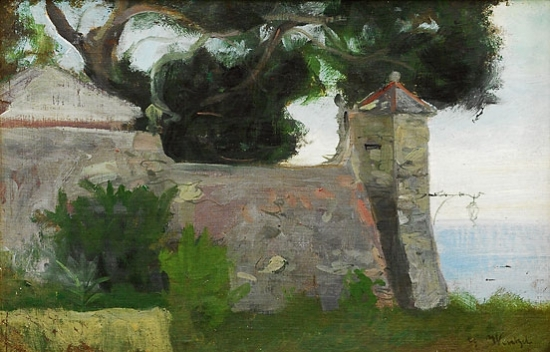
«Фортечний мур»
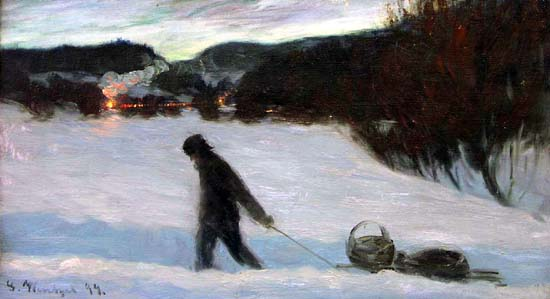
«Зимовий пейзаж з нічним потягом», 1899 р
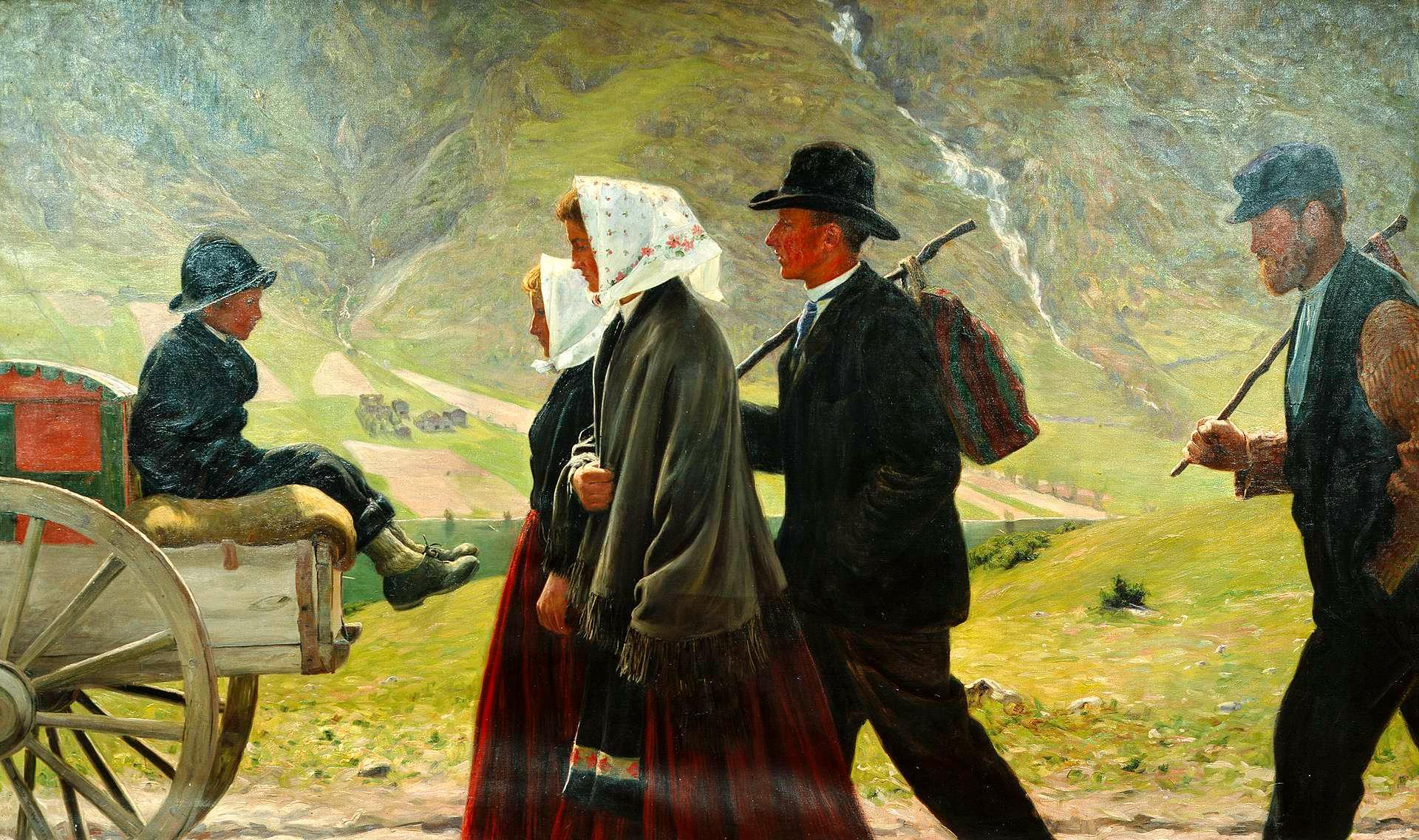
«Емігранти з Норвегії у Сполучені Штати», 1903 р.